# Balch (Provinz)
Balch (auch Balkh geschrieben, paschtunisch und persisch بلخ, DMG Balḫ) ist eine Provinz im Norden von Afghanistan mit 1.578.510 Einwohnern (Stand: 2022). Hauptstadt ist Masar-e Scharif. Die größte Bevölkerungsgruppe stellen die Perser, gefolgt von den Paschtunen. Dazu leben Usbeken, Hazara, Turkmenen, Araber, Belutschen sowie nomadisierende paschtunische Kutschi in der Provinz. Persisch wird von etwa 50 % der Bevölkerung gesprochen, gefolgt von Paschtu (27 %), Turkmenisch (11,9 %) und Usbekisch (10,7 %). Gouverneur war von 2004 bis Dezember 2017 Mohammed Atta, Nachfolger ist Haji Mohammed Ishak Ragusar.

## Geschichte
Die Region gehört zu den ältesten Siedlungsgebieten Zentralasiens und ist eine Wiege der iranischen Zivilisation. In der Antike unter dem Namen Zariaspa (Altpersisch: Goldenes Pferd), später Baktra (griech.: Βακτρα) bekannt, war sie Teil Baktriens. In der Region traf die Seidenstraße auf eine andere Handelsroute, die in nordwestlicher Richtung dem Lauf des Amudarja folgend zum Kaspischen Meer führte, sowie in südöstlicher Richtung über den Khaiberpass nach Vorderindien.
Um das Jahr 500 v. Chr. wurde Baktrien von den Persern erobert und dem Perserreich einverleibt. Bis zur Eroberung Persiens durch Alexander den Großen blieb Baktrien eine der wichtigsten Satrapien der Achämeniden. Unter der Herrschaft der Seleukiden war Balch fast ausschließlich eine griechische Kolonie. Später war Bactra unter den Sassaniden wieder Teil eines vereinten Perserreichs, bevor die Region von den Arabern erobert und islamisiert wurde.
Im Mittelalter war Balch Teil des Samaniden-Reichs. Nach dem Fall der Samaniden war die Region abwechselnd unter der Herrschaft der Ghaznawiden, Ghuriden, Seldschuken, der Choresm-Schahs, der Mongolen und von Timur-e Lang.
Ende des 18. Jahrhunderts wurde die Region von den Afghanen, unter der Führung Ahmad Schah Durranis, erobert und dem neu gegründeten Afghanistan einverleibt. Danach geriet Balch unter die Herrschaft des expandierenden Russland, bevor sie Mitte des 19. Jahrhunderts – im Verlaufe des Great Game und den darauf basierenden Verträgen zwischen den europäischen Kolonialmächten Russland und Großbritannien – endgültig Afghanistan zugesprochen wurde.
In der Hauptstadt der Provinz, Masar-e Scharif, wird das Nouruzfest im Frühling nach dem von Omar Chajjam um 1070 korrigierten Sonnenkalender 40 Tage lang als Mela e Gul e Sorch gefeiert.
Am 9. März 2023 wurde der Taliban Provinz-Gouverneur Daud Muzamil mit zwei anderen Menschen bei einer Explosion in seinem Büro getötet.

## Aktuelles
Vor dem Hintergrund des Zerwürfnisses zwischen Gouverneur Atta und Präsident Hamid Karzai bei der Präsidentenwahl sowie der weiteren Ausbreitung des Taliban-Einflusses im Norden nahmen 2009 die ethnischen Spannungen in Balkh zu. Die paschtunische Minderheit in der Provinz kritisiert die Untätigkeit der ISAF gegenüber den fortwährenden Menschenrechtsverletzungen lokaler Milizen.

## Verwaltungsgliederung
Die Provinz ist in folgende Distrikte gegliedert:
- Balch
- Charbolak
- Charkint
- Chimtal
- Cholm
- Dawlatabad
- Dihdadi
- Kaldar
- Kishindih
- Mārmul
- Masar-e Scharif
- Nahri Shahi
- Sholgara
- Shortepa
- Zari

## Belege
1. 1 2  Estimated Population of Afghanistan 2022-23. (PDF; 1,8 MB) National Statistic and Information Authority Afghanistan, April 2022, S. 75, abgerufen am 28. September 2022 (Paschtu, persisch, englisch).
2. ↑  Website des Eidgenössischen Justiz- und Polizeidepartements  (Seite dauerhaft nicht mehr abrufbar, festgestellt im November 2024. Suche in Webarchiven), 29. Januar 2011, S. 7
3. ↑  Afghanistan: Taliban-Gouverneur soll bei Explosion getötet worden sein. In: Der Spiegel. 9. März 2023, ISSN 2195-1349 (spiegel.de [abgerufen am 15. November 2024]).
4. ↑  Website des Eidgenössischen Justiz- und Polizeidepartements  (Seite dauerhaft nicht mehr abrufbar, festgestellt im November 2024. Suche in Webarchiven) , 29. Januar 2011, S. 10
5. ↑  Website der Gesellschaft für bedrohte Völker (Seite dauerhaft nicht mehr abrufbar, festgestellt im November 2024. Suche in Webarchiven), 29. Januar 2011